# Caraboidea
I Caraboidea  sono una superfamiglia di coleotteri del sottordine Adephaga.

## Descrizione
Questa superfamiglia comprende coleotteri che hanno occhi interi e antennae sottili ed allungate. La maggior parte delle specie sono predatrici.

## Distribuzione e habitat
Le specie di Caraboidea sono presenti in tutto il mondo.

## Tassonomia
I Caraboidea comprendono le seguenti famiglie:
- Carabidae Latreille, 1802, che include:
  - Rhysodidae Laporte, 1840 e
  - Cicindelidae Latreille, 1802
- Dytiscidae
- Gyrinidae
- Haliplidae
- Hygrobiidae
- Noteridae
- Trachypachidae C.G.Thomson, 1857